# 紐貝里克羅斯羅茲 (阿拉巴馬州)
紐貝里克羅斯羅茲（英語：Newberry Crossroads）是一個位於美國阿拉巴馬州切羅基縣的非建制地區。該地的面積和人口皆未知。

## 地理
紐貝里克羅斯羅茲的座標為34°09′46″N 85°34′20″W / 34.16277°N 85.57222°W，而該地最高點為海拔高度177米（即581英尺）。